# Marie-Anne de Bourbon-Conti
Pour les articles homonymes, voir Marie-Anne de Bourbon-Condé.
 (juillet 2025).
Si vous disposez d'ouvrages ou d'articles de référence ou si vous connaissez des sites web de qualité traitant du thème abordé ici, merci de compléter l'article en donnant les références utiles à sa vérifiabilité et en les liant à la section « Notes et références ».
Titre
Princesse de Condé
9 juillet 1713 – 21 mars 1720
(6 ans, 8 mois et 12 jours)
Marie-Anne de Bourbon-Conti, dite Mademoiselle de Conti, est née au château de Versailles le 18 avril 1689 et est morte à l'hôtel de Condé le 21 mars 1720. Fille de François-Louis de Bourbon-Conti et Marie-Thérèse de Bourbon-Condé, elle est princesse du sang. Elle obtient le titre de princesse de Condé et celui de duchesse de Bourbon par mariage avec Louis IV Henri de Bourbon-Condé. Elle meurt lors de la Régence sans enfant, son époux se remaria avec une princesse allemande.    

## Biographie

### Enfance
Marie-Anne de Bourbon-Conti est née au château de Versailles le 18 avril 1689. La jeune fille est la première née des sept enfants qu'eurent ses parents. Elle est la fille de François-Louis de Bourbon-Conti, prince de Conti et dit le « Grand Conti », et de Marie-Thérèse de Bourbon-Condé, fille du prince de Condé. Le couple parental est très mal assorti : la princesse de Conti était très amoureuse de son époux quand ce dernier était un libertin à la sexualité trouble. Marie-Anne est ainsi née princesse du sang et elle est surnommée « Mademoiselle de Conti » . Elle sera peu proche de sa mère, comme son frère et sa sœur, au contraire de sa grand-mère maternelle.   
Son frère cadet, Louis-Armand de Bourbon-Conti, succèdera à son père en tant que prince de Conti, et sa sœur, Louise-Adélaïde de Bourbon-Conti, elle finira ses jours sans avoir eut d'enfant. Marie-Anne est considérée, par ses contemporains, comme étant la plus belle des sœurs. Elle se réconcilie brièvement avec sa mère en 1709.   

### Mariage
Marie-Anne épouse Louis IV Henri de Bourbon-Condé, devenu prince de Condé, au château de Versailles le 9 juillet 1713. Le mariage est célébré lors d'une cérémonie commune avec son frère qui épouse Louise-Élisabeth de Bourbon-Condé, la sœur du prince. Son époux, un cousin maternel, est le fils de Louis III de Bourbon-Condé et de Louise-Françoise de Bourbon, une fille légitimée du roi Louis XIV. Ils n'eurent pas d'enfants durant leur sept ans de mariage, ayant tout les deux des liaisons. La jeune fille âgée de seulement vingt-quatre ans devient ainsi princesse de Condé et duchesse de Bourbon. Elle aura également le prédicat d'Altesse Sérénissime.   
Selon les écrits de Élisabeth-Charlotte de Bavière, épouse de Philippe d'Orléans, la princesse aurait orchestré son propre mariage avec le duc de Bourbon, faisant alors en sorte d'empêcher le mariage de sa cousine, Louise-Élisabeth d'Orléans, avec le premier prince du sang et l'homme le plus âgé de la cour après la famille royale.  

### Personnalité

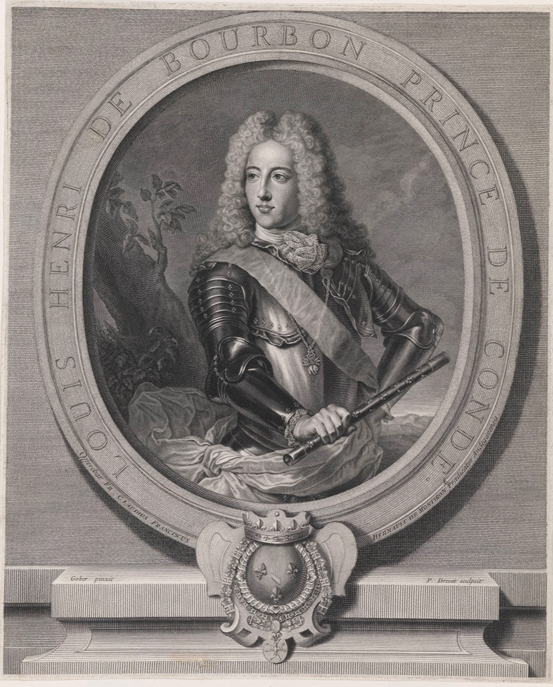
Louis-Henri de Bourbon, prince de Condé par Pierre Drevet d'après Pierre Gobert, entre 1724 et 1738.

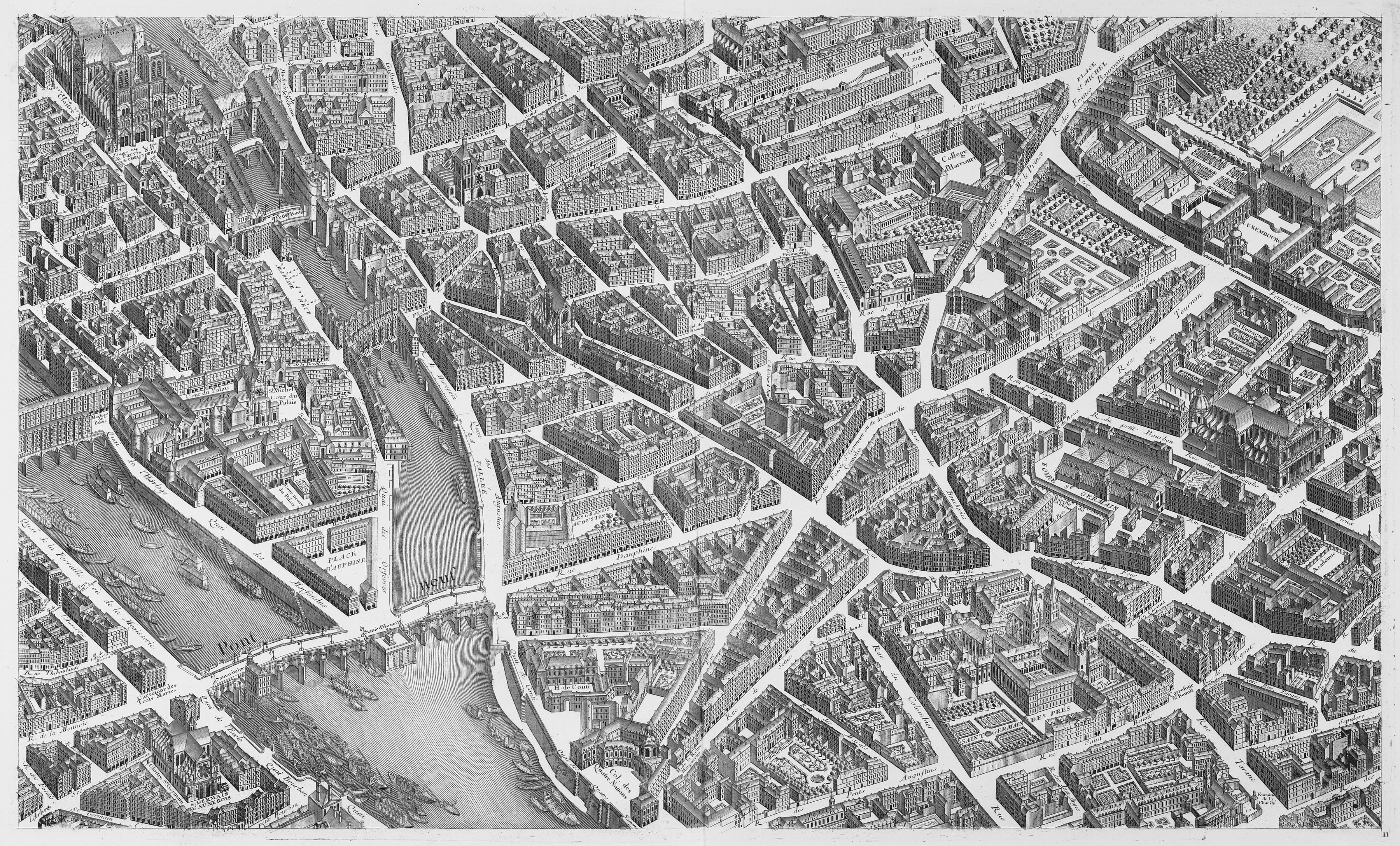
Onzième planche du plan de Turgot par Claude Lucas et Louis Bretez, 1739.

Élisabeth-Charlotte de Bavière, duchesse d'Orléans, n'appréciait guère Marie-Anne, qu'elle estimait calculatrice. Voici donc le portrait qu'elle faisait de cette dernière : 

« La femme du Duc n'est pas une personne laide : elle a de bons yeux et se porterait très bien si elle n'avait pas l'habitude de s'étirer et de se pencher en avant. Sa silhouette est horrible ; elle est tout tordue ; son dos est courbé en forme de S. Je l'ai observée un jour, par curiosité, alors que la Dauphine l'aidait à s'habiller.
C'est un méchant diable, perfide en tout point, et d'un caractère très dangereux. Au fond, elle n'est pas bonne à grand-chose. Son mensonge a été le moyen d'empêcher le duc d'épouser une de mes petites-filles. Étant l'amie intime de Madame de Berry, qui désirait beaucoup que l'une de ses sœurs épouse le Duc et l'autre le Prince de Conti, elle a promis de réaliser le mariage, à condition que Madame de Berry n'en dît rien au Roi ni à moi. Après avoir posé cette condition, elle a dit au Roi que Madame de Berry et mon fils projetaient un mariage sans son consentement ; Pour les punir, elle supplia le Roi de marier le Duc à elle-même, ce qui fut fait.
Grâce à son bon sens, elle vit en bons termes avec son mari, bien qu'il ne lui porte guère d'affection. Ils suivent chacun leurs inclinations ; ils ne se jalousent point, et on dit qu'ils couchent séparément.
Elle cause bien des ennuis et des embarras à sa parente, la jeune Princesse de Conti, et sait parfaitement tourmenter les gens. »

### Décès
Marie-Anne de Bourbon-Conti est morte à l'hôtel de Condé, à Paris, le 21 mars 1720, âgée de seulement trente ans. Elle est inhumée  au couvent des Carmélites du faubourg Saint-Jacques. Après la mort de son épouse, le prince de Condé se remaria avec Caroline de Hesse-Rheinfels-Rotenbourg, une princesse allemande. La cérémonie aura lieu à Sarry le 14 juillet 1728. Ils eurent un enfant, Louis V Joseph de Bourbon-Condé, futur prince de Condé. La duchesse d'Orléans écrira alors ceci à la mort de la princesse :  

« La jeune Duchesse est décédée hier soir (21 mars 1720). La joie du Duc à la mort de sa femme sera grandement diminuée lorsqu'il apprendra qu'elle a légué à sa sœur, Mademoiselle de La Roche-sur-Yon, tous ses biens ; et comme le couple vivait en communauté selon la coutume parisienne, le Duc sera obligé de rembourser la moitié de tout ce qu'il a gagné à la banque Law. »

## Titulature
- 18 avril 1689 — 9 août 1713 : Son Altesse Sérénissime Marie-Anne de Bourbon-Conti, Mademoiselle de Conti.
- 9 août 1713 — 21 mars 1720 : Son Altesse Sérénissime Madame la Princesse de Condé.